# Ertuğrul Çelebi
Pour les articles homonymes, voir Çelebi et Ertuğrul.
Ertuğrul Çelebi (en arabe : ارطُغرُل جلبي), mort en 1400, est un fils de Bayezid Ier, sultan de l'Empire ottoman.

## Biographie
Ertuğrul Çelebi second fils de Bayezid Ier, sultan de l'Empire ottoman.

Il succède en 1392 à son frère Suleyman Bey à la tête de la province d'Aydın conquise par les Ottomans en 1390, et reçoit à ce titre le tribut génois payé par Chios en 1398. Il meurt en 1400 et Süleyman retrouve alors le contrôle d'Aydın.